# David Pasqualucci
David Pasqualucci (Frascati, 27 de junio de 1996) es un deportista italiano que compite en tiro con arco, en la modalidad de arco recurvo; campeón mundial  y bicampeón europeo.

## Trayectoria
Ganó dos medallas en el Campeonato Mundial de Tiro con Arco al Aire Libre, oro en 2017 y plata en 2015, una medalla de plata en el Campeonato Europeo de Tiro con Arco al Aire Libre de 2018 y dos medallas en el Campeonato Europeo de Tiro con Arco en Sala de 2017.
En los Juegos Europeos de Minsk 2019 consiguió una medalla de bronce en la prueba de equipo.
Participó en los Juegos Olímpicos de Río de Janeiro 2016, ocupando el octavo lugar en la prueba de equipo y el decimoséptimo en la prueba individual.
En 2017 recibió el Collar de Oro del Mérito Deportivo del Comité Olímpico Nacional Italiano.

## Palmarés internacional
| Campeonato Mundial al Aire Libre | Campeonato Mundial al Aire Libre | Campeonato Mundial al Aire Libre | Campeonato Mundial al Aire Libre |
| Año                              | Lugar                            | Medalla                          | Prueba                           |
| -------------------------------- | -------------------------------- | -------------------------------- | -------------------------------- |
| 2015                             | Copenhague (Dinamarca)           | Medalla de plata                 | Equipo                           |
| 2017                             | Ciudad de México (México)        | Medalla de oro                   | Equipo                           |
| Juegos Europeos                  |                                  |                                  |                                  |
| Año                              | Lugar                            | Medalla                          | Prueba                           |
| 2019                             | Minsk (Bielorrusia)              | Medalla de bronce                | Equipo                           |
| Campeonato Europeo al Aire Libre |                                  |                                  |                                  |
| Año                              | Lugar                            | Medalla                          | Prueba                           |
| 2018                             | Legnica (Polonia)                | Medalla de plata                 | Equipo                           |
| Campeonato Europeo en Sala       |                                  |                                  |                                  |
| Año                              | Lugar                            | Medalla                          | Prueba                           |
| 2017                             | Vittel (Francia)                 | Medalla de oro                   | Individual                       |
| 2017                             | Vittel (Francia)                 | Medalla de oro                   | Equipo                           |